# NGC 7056
NGC 7056 é uma galáxia espiral barrada (SBbc) localizada na direcção da constelação de Pegasus. Possui uma declinação de +18° 39' 56" e uma ascensão recta de 21 horas, 22 minutos e 07,5 segundos.
A galáxia NGC 7056 foi descoberta em 17 de Setembro de 1863 por Albert Marth.